# Dekkera bruxellensis
Espèce
Dekkera bruxellensis (synonymes : Brettanomyces bruxellensis, Brettanomyces lambicus ) est une levure présente dans la bière et le vin. On la retrouve également dans la tequila et le kombucha.
Elle intervient dans la fermentation spontanée des bières belges de type lambic, faro, gueuze ou kriek.
Dans le vin, elle est responsable de défauts aromatiques par sa production de phénols.
En 1964, le nom Dekkera est donné au genre en l'honneur de la mycologue néerlandaise, Nellie Margaretha Stelling-Dekker (1905-1998), docteur en Sciences à l'université d'Utrecht, pour son travail sur la taxonomie des levures .

## Œnologie
Les levures du genre Brettanomyces bruxellensis sont présentes à l'origine dans le vignoble. Toutefois leur présence dans le vignoble et sur le raisin ne semble pas être la cause de contamination du vin.
Elles prolifèrent plus facilement dans les vins avec des sucres résiduels, un taux important d'acides phénols, des faibles teneurs en SO2. L'hygiène est primordiale pour la désinfection des équipements pouvant être contaminés.

### Défaut aromatique

Réaction de dégradation d'acides en phénols.

Brettanomyces bruxellensis produisent des molécules aromatiques de type phénoliques comme les :
- 4-Vinylphénols
- 4-vinylcatéchols
- 4-vinylgaïacols

Puis elles produisent respectivement depuis ces molécules, des :
- 4-éthylgaïacols,
- 4-éthylcatéchols,
- 4-éthylphénols.

Ces molécules sont indésirables dans le vin, auquel elles communiquent des arômes désagréables de cuir, d'écurie, de sueur de cheval, de pharmacie, de plastique.
À faibles doses, ces arômes peuvent être appréciés par certaines personnes, mais lorsqu'ils sont trop dominants, on considère cela comme un défaut. Autrefois, on considérait ces odeurs d'écurie ou de médicament rappelant l'eucalyptus comme relevant du terroir. On sait maintenant que ces odeurs phénolées sont dues à cette levure.

### Écologie
Différentes souches de Brettanomyces bruxellensis existent et sont retrouvées dans le vin, différenciées par des groupes génétiques,:
- Diploïdes « CBS2499 » pour 49,4% des populations.
- Diploïdes « L0308 » pour 2,6% des populations.
- Diploïdes « CBS744 » et « AWRI149 » pour 48,1% des populations.

Certains ont une plus forte résistance au SO2 que d'autres souches dans le vin, ce qui explique l'action parfois peu efficace des sulfites et la difficulté à combattre leur prolifération.

## Zythologie
Une polémique quant à l'état bactériologique et sanitaire des cours d'eau remettrait à terme en cause la production traditionnelle de ces lambics.
On retrouve le groupe génétique triploïde "AWRI1608" dans la bière.